# 龍潭聖蹟亭
24°51′59″N 121°12′28″E / 24.866504°N 121.207704°E
龍潭聖蹟亭，是位於臺灣桃園市龍潭區凌雲里、臺灣格局最大的惜字塔，列為桃園市文化資產。

## 沿革
龍潭聖蹟亭是光緒元年（1875年）由文光、崇文、拿雲三詩社捐獻設立。建於龍潭往埔心、中壢路旁邊，在龍潭竹窩子段。經其事者有監生古象賢、楊鳳翔、庠生鄧觀奇、貢生鄧逢熙（鄧瓊鳳）、廩生楊鳳池、士紳黃龍蟠等，由楊鳳池親撰序引，黃龍蟠楷書勒石。其中鄧觀奇、鄧瓊鳳分別為鄧雨賢的曾祖與祖父。
光緒十八年（1892年）重修，1925年再度重修。
戰後地址為凌雲村聖亭路121巷2-1號。土地屬於黃梅生派下祭祀公業所有，1974年發布道路拓寬計畫規劃切過聖蹟亭用地。同年，土地管理人黃金鼎、黃月音等人，將其中四分土地以十五萬元賣斷給龍潭地母宮。今用地面積422平方公尺。
1975年8月，文建會將聖蹟亭列為三級古蹟。由臺灣省政府、桃園縣政府、和龍潭鄉公所共同撥款五十萬重修，委建築師蔡榮堂設計，於1979年9月完工。該年新增牌樓。1991年，桃園縣政府及龍潭鄉公所委託淡江大學教授周宗賢進行聖蹟亭研究修復計畫。同年，右邊雲牆母石獅被小偷趁颱風夜竊走。游日正擔任鄉長時，即委託學者專家進行規劃，並計畫希將凌雲村活動中心規劃在內。　
1994年9月道路擴寬工程開始，報請拆除聖蹟亭牌樓。由於面臨該古蹟問題，致該段暫時停工，次月27日，鄉民代表彭春蘭等人表示，聖蹟亭業已過政府明訂為古蹟，如今基於事實需要，聖亭路自原有的10公尺寬為18米道路，對該段時常發生交通壅塞，有其迫切性。 
次年3月22日上午，時任立委的游日正率眾前往聖蹟亭拉白布條抗議拆除牌樓。4月18日，龍潭鄉代表會副主席徐盛賢在代表會中，呼籲盡快拆除這座非古蹟的牌樓，已因道路工程施工，頻頻造成人命關天的車禍事件，令當地村民對牌樓產生極大的畏懼。但時任漢聲雜誌社社長的黃永松主張完整保留，並建議上級單位將其提升為一級古蹟。4月22日，游日正等在立法院召開公聽會，由黃永松提出道路不拓寬、道路部份地下化、道路全面地下化三個替代方案。因漢聲雜誌社稱聖蹟亭附近沒有發生車禍的說法，龍潭鄉鄉長林忠正指出至少有六人在附近發生死亡車禍，拓寬聖亭路有其必要性。鄉民葉傑克向縣府提出一份緊急陳請書，希望三級古蹟聖蹟亭保留完整。7月28日，省民政廳主辦股長余鈞照、省住都局中壢工務所主任、縣府民政局長陳安吉、龍潭鄉長林忠正、地方民代、村長等單位人員數十人聯袂勘查會診後，決定將牌樓前40餘公尺的排水溝地下化，道路與古蹟格局各縮小1公尺，爭議已久的風波平息。 　
1999年中旬獲縣府補助，進行原貌整修，歷七個月竣工。由黃永松牽線下，獲台積電捐資維護。2000年4月7日，舉行盛大的竣工典禮暨台積電認養簽約儀式，台積電文教基金會董事長陳國慈、立委朱鳳芝、龍潭鄉代會主席游正琳等及文化、民俗學者多人到場。

## 樣貌

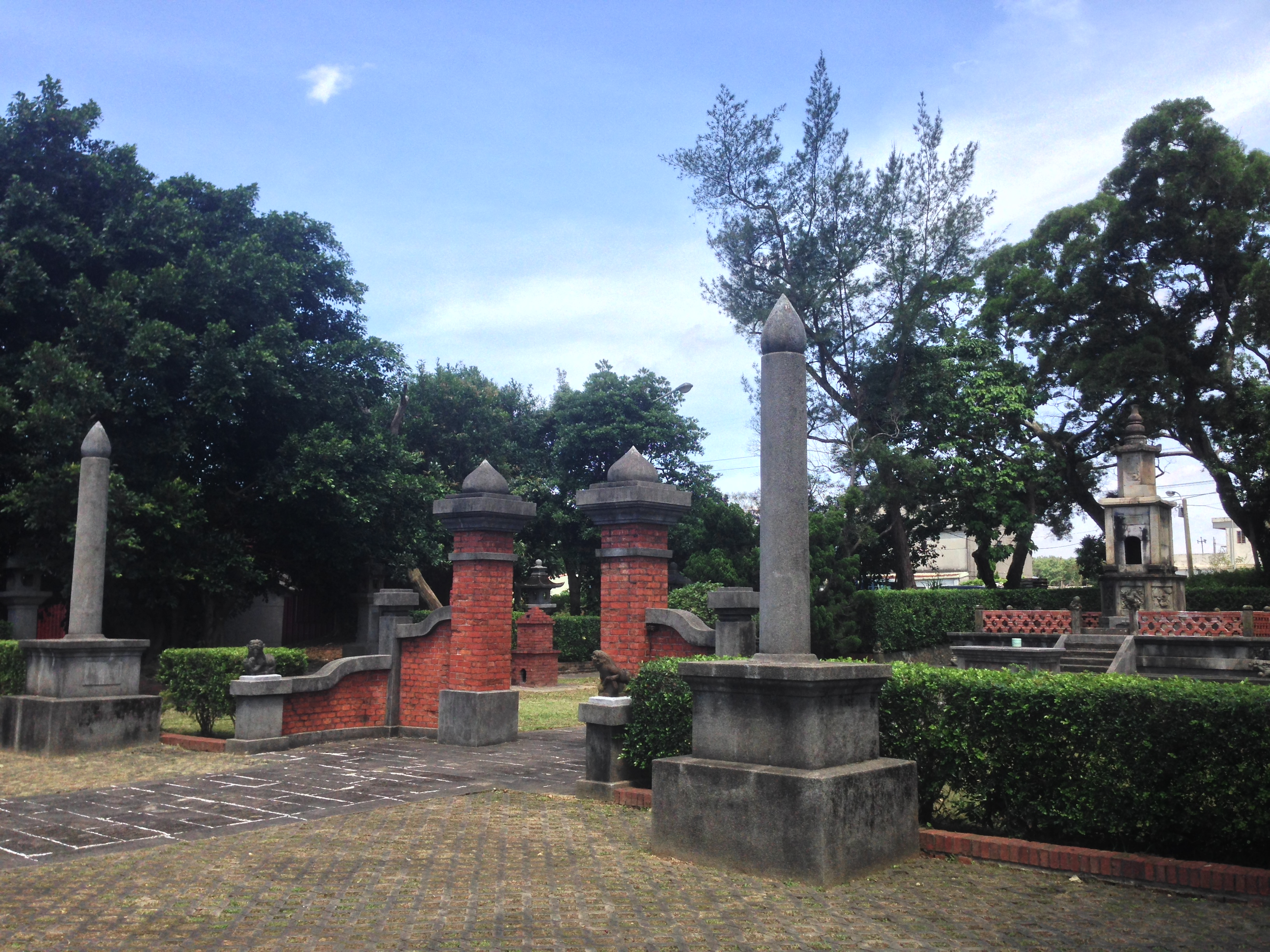
二進庭院

龍潭聖蹟亭設在獨立庭院，為臺灣格局最大的惜字亭。庭院坐西北朝東南，為八卦之巽向，乃大正年間所改。在此可遠望插天山、李崠山等。〈重修龍潭聖蹟亭碑記〉中稱此處「倚亭瞭望，近挹龍潭，遠眺大溪，山巒起伏，迴環幽闃遼敻，青青郁郁，彌堪徘徊也」。
從牌坊入內可見大理石上刻寫的說明：「本亭一以紀念創造四萬四千九百零八字之蒼聖；二以中國文字維繫歷史文化，對其痕蹟，亦應寶貴，不使陷於污濁。本邑人士……對蒼聖之豐功備極尊崇，復體念制字之艱難，乃本愛屋及烏之義，對於字紙殘書，戒勿投溝涸，而攜此焚化，務使片片化為蝴蝶，飛往上方，以慰先聖當年制字之勞；亦薪乘此熱忱，推而廣之，可以維繫歷史文化於不墜……。」
漢聲雜誌社印製的龍潭聖蹟亭導覽手冊，分析此惜字塔的建築結構：第一進是庭園間的七個「尖」，包括門柱尖、筆柱尖和亭頂葫蘆尖，中間的五個尖連起線來，形成具透視效果的三角形，兩側的筆尖和爐頂尖形成水平橫線，為「以簡御繁」的造園布景手法。
頭門外有門枕石，表示當時是最外面的門，其門柱紅灰磚間灰縫講究，叫「馬鼻縫」。第二進的頭門與中門之間有兩堵雲牆和兩枝石筆，筆柱稱為「文筆望柱」。高柱矮牆構成的中門視為是「有教無類」的象徵，中門就無門枕石。其間植有蒼翠遮蔭的柏樹隱約帶出亭體。
第三進的主體聖蹟亭由方壇襯托而出，方形壇體四腳裝飾有稱為「螭龍吞腳」的洗石子雕像。方壇又稱「須彌座」，螭龍是中國傳統圖案，上面的鮑魚是日治時期喜歡採用的西洋圖案。基座叫「地袱」，一般轉音唸為「地牛」，此意為埋伏在地下，像一頭牛般把建築物扛起來。階梯為七階，以七顯示它為重要處。亭高一丈八尺，基石呈八角形，再上是四角形的主體，更上則呈六角形，而最高處以圓頂合之。這分別代表八卦、四象、六氣。
爐體外聯刻「鳥喙筆峰光射斗，龍潭墨浪錦成文」、內聯「文章到十分火候，筆墨走百丈銀瀾」、橫額為「文運宏開」、「過化存神」，兩側寫的「自古能知化丙者，於今便是識丁人」，「文章炳於霄漢，筆墨化為雲煙」。興建緣由為楊鳳池所寫：「邇來鄉村旅舍頑梗生徒，或以毀紙裹物，或以舊書糊壁，熙熙者任情踐踏，穰穰者隨意拋遺，何珍翰視同瓦礫，隻字等若鴻毛也．視古以字蹟投之于火，埋之于土，或化于瓶，或流于海，而一字一珠者，不有異乎？……倘使後生小子能知付丙，即頑夫愚婦亦可識丁……。」
爐子裡面的磚叫「火頭磚」，是耐火窯專門用的磚。爐體後牆上還有後天八卦。

## 祭祀

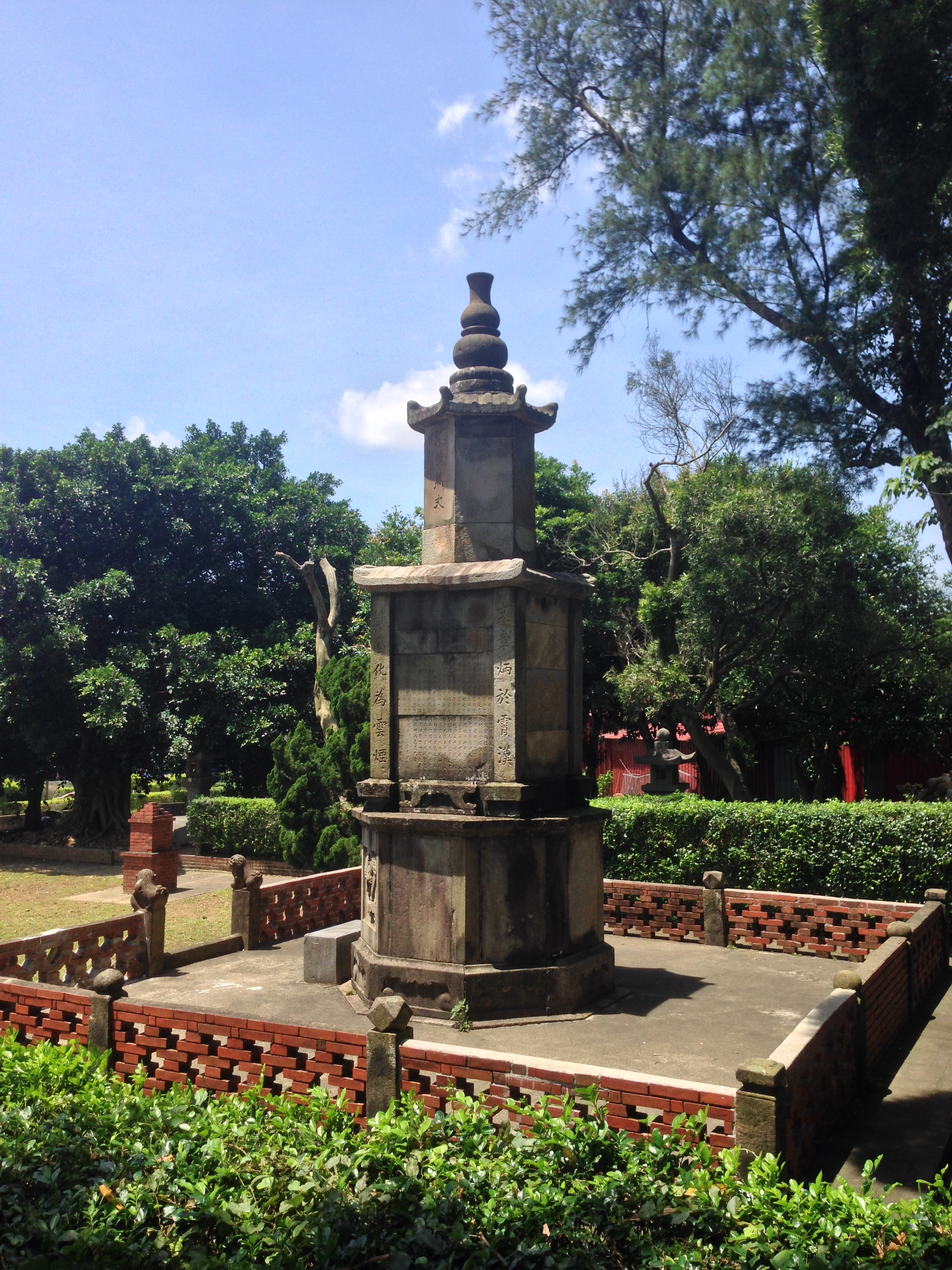
聖蹟亭側面

將寫過字的文卷在字爐內焚化，稱為「送聖蹟」或「迎聖蹟」，其祭禮依附在倉頡誕辰進行。鍾肇政回憶孩提時每逢放學時刻，常會遇到一位挑著兩隻圓筒形竹簍的老人，沿街道喊著收字紙。桃園在地文史研究學會負責人曾新蔘表示，日治時代至戰後初期，部份客家村落還保留蒐集字紙習俗，恭祭之後將灰燼送入溪流出海。放水流象徵文明傳播四方。原先送聖蹟是倉頡誕辰舉行，後龍潭為配合開學祭儀，才改農曆八月初三舉行。鍾肇政在1970年代的文章〈蕭索聖蹟亭〉中，紀錄龍潭聖蹟亭已無人來燒字紙，而是來焚燒金銀紙、插香。龍潭鄉公所民政課長徐榮昌表示，在建有了垃圾場以後就沒有人來燒字紙。
龍潭龍元宮副祀有文昌爺，當地的文昌會逢文昌爺誕辰會來聖蹟亭祭拜。在1982年報導時，一旁的福德祠香火還比聖蹟亭盛旺。
2003年恢復倉頡祝壽祭典，人們會從龍潭龍元宮迎接文昌帝君神像到此庭廣場。直到2008年才恢復送聖蹟的儀式，祭典時間今選在每年八月初三後的第一個周日。

## 紀念
2002年，郵政總局推為了慶祝龍潭和楊梅兩處獨立局歸併，發行以楊梅樹、聖蹟亭為主題的郵票。
2005年中國人民銀行發行面額為5元的台灣風光紀念幣，是龍潭聖蹟亭，右下角刻有石頭標示「客人城」，代表為客家人居住地。套卡文字說明有兩處錯誤：其一是內文提及台灣所存惜字塔為廿多座，其實不只；其二是焚口上的「過化存神」，套卡誤植為「通化存神」。

## 外部連結
- 龍潭聖蹟亭 桃園市政府文化局 （页面存档备份，存于）